# Alexandr Putík
Alexandr Putík (* 8. července 1950, Praha) je přední český židovský historik, genealog, judaista a odborný pracovník Židovského muzea v Praze.
Zabývá se zejména politickými, sociálními a náboženskými dějinami českých Židů v raném novověku, mesianistickými hnutími, kabalou, cenzurou hebrejských knih a genealogií.
Publikoval řadu odborných článků a studií, je autorem či spoluautorem několika knih, například o rabbi Löwovi.
Putík od 90. let české židovské historiografii přispěl několika zcela zásadními objevy. Například roku 1994 vyvrátil dávno tradovanou legendu, podle níž se Davidova hvězda, hebrejsky nazývaná Magen David neboli Davidův štít, jako znak židovské komunity objevila v Praze již v polovině 14. století. Legenda se do obecného povědomí rozšířila díky hojně čtené, avšak faktograficky sporné Hájkově kronice. Její autor Václav Hájek z Libočan uvádí, že císař Karel IV. udělil pražským židům roku 1357 červenou korouhev se štítem Davidovým a pečetí Šalomounovou. Takové udělení nelze doložit prameny. Alexandr Putík dokázal, že Davidův štít se v Praze poprvé objevil na praporci neseném roku 1490 v rámci oslav u příležitosti korunovace Vladislava Jagelonského uherským králem. Měl stejný tvar jako praporce cechovní a jeho veřejné nošení pravděpodobně schválil sám Jagelonec. Praporec byl uschován ve Staronové synagoze. V polovině 16. století doznala podoba znaku na praporci významné změny, když byl do Davidova štítu vložen židovský klobouk. Roku 1598 povolil císař Rudolf II. svému „dvornímu Židovi“ Mordechaji Maiselovi (1528–1601) na znamení zvláštní milosti zhotovení a užívání stejného praporce pro jeho soukromou synagogu. Oba praporce byly ze Staronové a Maiselovy synagogy vynášeny pouze při zvláštních příležitostech. Nosily se v průvodech na oslavu korunovačních obřadů, sňatků a narození dětí v panovnickém domě či při návštěvě císaře v Praze. Roku 1623 udělil císař Ferdinand II. pražské židovské obci právo používat pečeť. I pro pečeť byl zvolen Davidův štít a židovský klobouk. Stejné symboly lze nalézt na veřejných budovách, například na portálu Staronové synagogy a průčelí Židovské radnice. Od 17. věku se užívání Davidova štítu rozšířilo do židovských komunit celé Evropy, což Alexandr Putík připisuje mesiášskému významu tohoto symbolu.
Putík také například v roce 2000 na základě objevu pramenů doložil sociohistorický kontext tzv. Kalvárie na Karlově mostě.